# Altenberg-16
Altenberg-16 ist eine internationale Gruppe von Evolutionstheoretikern.
Die Gruppe traf sich im Juli 2008 auf Einladung von Gerd B. Müller am Konrad Lorenz Institut für Evolutions- und Kognitionsforschung (KLI) in Altenberg in Niederösterreich zu einem Symposium im Rahmen der Altenberg Workshops in theoretical  biology. Ziel des Symposiums war, eine gemeinsame Grundlage dafür zu schaffen, wie die darwinistisch-mendelsche synthetische Evolutionstheorie in eine erweiterte Synthese in der Evolutionstheorie überführt werden könne.
Die Ergebnisse der Konferenz wurden im April 2010 in dem von Gerd B. Müller und Massimo Pigliucci herausgegebenen Werk Evolution - The Extended Synthesis publiziert.
Nach der Konferenz setzte sich ein Teil der 16 Teilnehmer für die Etablierung des Begriffs Erweiterte Synthese der Evolutionstheorie (Extended Evolutionary Synthesis, EES) ein, stieß damit jedoch auf zum Teil massive Kritik bei Fachkollegen, die den neuen Begriff für schlichtweg überflüssig hielten.

## Als offen bezeichnete Themen der synthetischen Evolutionstheorie
Ein Teil der Gruppe argumentierte, dass die sogenannte synthetische Evolutionstheorie, das klassische Theoriegebäude zur Evolution der Organismen, eine Reihe von Faktoren außer Acht lasse. Viele dieser Faktoren seien erst im Lauf der letzten beiden Jahrzehnte in ihrer Bedeutung erkannt oder empirisch untersuchbar geworden:

### Ontogenese
Die Embryonalentwicklung werde in der Synthetische Evolutionstheorie als ‚Black Box‘ behandelt. Die Herstellung  phänotypischer Variation in der Entwicklung werde als gegeben angenommen. Die Synthetische Evolutionstheorie berufe sich auf das Eintreten zufälliger Mutationen bei der Vererbung und die Frequenzen genetischer Varianten in Populationen. Wissenschaftler, die auf die Bedeutung der Entwicklung schon früh aufmerksam gemacht haben wie etwa Conrad Hal Waddington, seien von der synthetischen Evolutionstheorie nicht berücksichtigt worden. Die neue, seit Anfang der 1980er Jahre entstandene Evolutionäre Entwicklungsbiologie werde zu einem wichtigen Bestandteil der Erweiterten Synthese.

### Vererbung
Vererbung werde im Vergleich zur primär Mendelschen genetischen Vererbungslehre der Synthetischen Evolutionstheorie jetzt in einem erweiterten Rahmen gesehen. Hinzugekommen seien epigenetische Vererbungsformen. Dabei sei DNA-Methylierung nur eine von mehreren neuen Sichten.

### Ökologie
Die synthetische Evolutionstheorie beruhe wesentlich auf der Annahme der Weismann-Barriere, nach der es nicht möglich sei, dass Keimzellen und damit die DNA für die nächste Generation durch Umwelteinflüsse vererbbar verändert werden könnten. Diese auch als neodarwinistisches Dogma bezeichnete Einschränkung gelte heute allgemein als überholt. Die moderne Evolutionsforschung kenne mittlerweile eine große Zahl empirischer Untersuchungen, wonach Umweltbedingungen die Evolution beeinflussen (z. B. Arbeiten zu den Darwinfinken, die Zähmung von Silberfüchsen durch Beljajew etc.). Siehe hierzu auch die Versuche von Conrad Hal Waddington.
Die Theorie der Nischenkonstruktion des Briten John Odling-Smee stelle einen essenziellen Pfeiler der Erweiterten Synthese dar. Sie zeige, wie Populationen von Organismen sich ihre eigene Umgebung erzeugen (z. B. Termitenbauten) und diese Umgebungseigenschaften ihrerseits wiederum die Evolution jener Lebewesen beeinflussen. Dies gelte z. B. auch für die Ausbreitung von Algen und die damit verbundene Sauerstoffproduktion in der Atmosphäre bis hin zum Menschen, der Kultur schaffe, in deren Umfeld sich seine eigene Evolution vollziehe.

### Genotyp-Phänotyp-Beziehung
Die synthetische Evolutionstheorie gehe noch davon aus, dass eine 1:1-Beziehung zwischen Genen und phänotypischen Merkmalen bestehe. Später sei diese Sicht gelockert worden. Die synthetische Evolutionstheorie bleibe jedoch auf eine deterministische Beziehung zwischen Genotyp und Phänotyp beschränkt. Die neuere Forschung zeige, dass sowohl auf Grund von Umwelteinflüssen während der Entwicklung (Plastizität) als auch wegen der emergenten Eigenschaften in der Entwicklung komplexer Systeme nicht mehr von einer deterministischen Beziehung gesprochen werden könne. So formulierte West-Eberhard: „Vom individuellen Genom kann man niemals behaupten, dass es die Entwicklung kontrolliert. Entwicklung hängt in jedem Schritt von der vorher existierenden Struktur des Phänotyps ab, einer Struktur, die komplex determiniert ist durch eine lange Historie von Einflüssen sowohl des Genoms als auch der Umwelt.“

### Internalistische Faktoren der Evolution
Die synthetische Evolutionstheorie erkläre die Evolution primär durch das Wirken der natürlichen Selektion und betone damit die Rolle der externen, von außen auf organismische Populationen wirkenden Faktoren. Die erweiterte Synthese füge diesem Ansatz die Bedeutung entwicklungsbiologischer Komponenten bei und betone die Wirkung interner Organisationsprinzipien.

### Nicht graduelle Variation
Für die synthetische Evolutionstheorie vollziehe sich evolutiver Wandel ausschließlich in graduellen, kleinsten Schritten, die sich im Verlauf vieler Generationen zu phänotypisch größeren Variationen kumulieren könnten. Eine solche Sicht erteile der natürlichen Selektion ‚die Regie‘ über das, was adaptiv entstehe. Die evolutionäre Entwicklungsbiologie und die erweiterte Synthese akzeptierten auch diskontinuierliche Formen der Variation und phänotypischer Innovation in der Evolution, hervorgerufen unter anderem durch Schwellenwerteffekte in der Entwicklung. Solche diskontinuierlichen Variationen würden in der klassischen Ansicht durch genetische Mutation und natürliche Selektion hervorgerufen, könnten aber nach West-Eberhard und anderen durch direkte Umweltwirkungen auf die Embryonalentwicklung entstehen. Die Kontinuität der veränderten Umweltbedingungen halte die neue Variation in der Population aufrecht, bis die neuen Merkmale im weiteren Verlauf der Evolution durch genetische Assimilation fixiert würden. Die erweiterte Synthese übernehme dieses Konzept der erleichterten Variation.

## Agendapunkte des Altenberg-16-Symposiums
Das Symposium befasste sich mit folgenden Fragen:
- Wie soll man den Faktor Embryonalentwicklung gewichten?
- Ist Evolution immer graduell?
- Ist Selektion das einzige organisierende Prinzip?
- Auf welchen Ebenen wirkt die natürliche Selektion
- Gibt es Diskontinuitäten in der Makroevolution?
- Existieren nicht DNA-basierende Formen der Vererbung?
- Wie entstehen evolutionäre Neuheiten?
- Welche Rolle spielen exogene Einflüsse?
- Welche Rolle spielen genomische Faktoren?
- Existiert ein Paradigmenwechsel in der Evolutionstheorie?

## Die Teilnehmer
| Teilnehmer                        | Universität | Fach u. ausgewählte Schwerpunkte |
| --------------------------------- | ----------- | --- |
| John Beatty (USA)                 | Vancouver   | Geschichte und Philosophie der Biologie                                                                                                |
| Werner Callebaut (Belgien)        | Limburgs    | Philosoph, Wissenschaftstheorie |
| Sergey Gavrilets                  | Tennessee   | Mathematik, Ökologie, Populationsgenetik, Adapt. Landschaften                                                                          |
| Eva Jablonka (Israel)             | Tel Aviv    | Genetische u. epigenetische Vererbung, Verhaltens- u. kulturelle Evolution                                                             |
| David Jablonski (USA)             | Chicago     | Geophysik, Biogeografie, Geschwindigkeit u. Arten v. Makro-Evolution, Nicht-zufällige Innovationen                                     |
| Marc Kirschner (USA)              | Harvard     | Systembiologie, EvoDevo, erleichterte Variation                                                                                        |
| Alan Love (USA)                   | Minnesota   | Philosophie, Wissenschaftstheorie, Entwicklungsbiologie                                                                                |
| Gerd B. Müller (Österreich)       | Wien        | Theoretische Biologie, EvoDevo, Innovation (Evolution), Evolution der Entwicklungsprozesse                                             |
| Stuart A. Newman (USA)            | New York    | Zellbiologie, Entwicklungsbiologie, Anatomie, Physikalische Evolutionsbiologie, Evolution von Metazoen, Theorie der DPM´s              |
| John Odling-Smee (Großbritannien) | Oxford      | Verhaltensbiologie, Nischenkonstruktion, Vererbung                                                                                     |
| Massimo Pigliucci (USA)           | Stony Brook | Biologie u. Philosophie. Philosophie der Biologie, Geschwindigkeit u. Arten v. Makroevolution; Innovationen, Phänotypische Plastizität |
| Michael Purugganan (Philippinen)  | New York    | Biologie, Genetik, Genomische Netzwerke                                                                                                |
| Eörs Szathmáry (Ungarn)           | Budapest    | Genetische u. epigenetische Vererbung, Sprachevolution, Systemübergänge, Evolutionstheorie                                             |
| Günter P. Wagner (USA)            | Yale        | Entwicklungsevolutionäre Entstehung morphologischer Merkmale, Evolvierbarkeit                                                          |
| David Sloan Wilson (USA)          | Binghampton | Multilevel Selektionstheorie |
| Gregory Wray (USA)                | Duke        | Entwicklungsbiologie, embryonale Genexpression, genomische Netzwerke                                                                   |

## Kritik
In einer gemeinsamen Stellungnahme in der Fachzeitschrift Nature (2014) äußerten sieben Biologen Kritik an der Begriffs-Initiative, die einige Teilnehmer der Konferenz in der Folgezeit betrieben hatten. Die sieben Kritiker waren:
- Gregory A. Wray (Department of Biology at Duke University in Durham, North Carolina, USA)
- Hopi E. Hoekstra (Department of Biology at Harvard University in Cambridge, Massachusetts, USA)
- Douglas J. Futuyma (Department of Ecology and Evolution at Stony Brook University in Stony Brook, New York, USA)
- Richard E. Lenski (Department of Microbiology and Molecular Genetics at Michigan State University in East Lansing, USA)
- Trudy F. C. Mackay (Department of Genetics at North Carolina State University in Raleigh, USA)
- Dolph Schluter (Department of Zoology at the University of British Columbia in Vancouver, Canada)
- Joan E. Strassmann (Department of Biology at Washington University in St Louis, Missouri, USA)

Sie fassten das Anliegen der Initiative wie folgt zusammen und kritisierten es als überflüssig:

„Genauer gesagt treten sie [die Vertreter der Initiative] dafür ein, dass vier Phänomene bedeutende evolutionäre Prozesse sind: phänotypische Plastizität, Nischenkonstruktion, inklusive Vererbung und ‚developmental bias‘. Dem stimmen wir auch voll und ganz zu und wir beschäftigen uns selbst damit.
Allerdings müssen diese Prozesse unserer Meinung nach nicht dermaßen in den Fokus gerückt werden, dass die Einführung einer neuen Bezeichnung wie „Erweiterte Synthese in der Evolutionstheorie“ gerechtfertigt ist.“

Zu den vier von der Initiative genannten Themenbereichen äußerten sich die Kritiker wie folgt:

### Phänotypische Plastizität
Die Rolle der phänotypischen Plastizität im evolutionären Wandel sei so gut dokumentiert, dass sie nicht noch einmal besonders hervorgehoben werden müsse. „Weniger klar ist die Frage, ob die Plastizität die genetische Variation im Rahmen des Adaptationsprozesses steuern kann. Vor über 50 Jahren beschrieb der Entwicklungsbiologe Conrad Waddington einen Prozess, den er genetische Assimilation nannte. Dabei können neue Mutationen eine plastische Eigenschaft in eine andere umwandeln, die sich im Folgenden auch ohne die spezifische Ursache ausbildet. Außerhalb vom Labor gibt es dafür nur wenige Beispiele. Ob dies nun daran liegt, dass dieses Phänomen bisher nicht ernsthaft beachtet wurde, oder ob es sich um eine echte Rarität in der Natur handelt, können wir nur durch weitere Untersuchungen herausfinden.“

### Nischenkonstruktion
Die neue Bezeichnung ändere nichts an der Tatsache, dass Evolutionsbiologen bereits seit mehr als einem Jahrhundert Feedback-Mechanismen zwischen Organismen und ihrer Umwelt erforschten. „So erstaunliche Adaptationen wie Termitenhügel, Biberdämme und das Balzverhalten der Laubenvögel waren lange Zeit im Fokus der Evolutionsstudien.“

### Inklusive Vererbung
Es gebe bislang keine stichhaltigen Beweise für eine tragende Rolle vererbter, epigenetischer Modifikationen (ein Teil der so genannten inklusiven Vererbung) auf die Adaptation. „Kein einziges neues Merkmal ist bekannt, das nur auf epigenetischen Mechanismen und nicht auch auf seiner Gensequenz beruht. Beide Aspekte sollten genauer untersucht werden.“

### Einseitige Entwicklung (Developmental Bias)
Aufgrund fehlender Daten sei es gegenwärtig nicht möglich, die Rolle ‚einseitiger Entwicklung‘ (Developmental Bias) in der Evolution zu beurteilen. „Letztendlich geht es aber weder um den Umfang der Merkmalsvariation noch um den genauen Auslösemechanismus. Ausschlaggebend sind lediglich die vererbbaren Unterschiede der Merkmale, insbesondere jene mit selektivem Vorteil.“

### Fazit
Zusammenfassend gelangten die Kritiker zu folgender Einschätzung der Begriffs-Initiative:

„Wir können viel darüber diskutieren, ob all diese Phänomene nicht schon genug berücksichtigt wurden. Wir können aber auch die Ärmel hochkrempeln, uns an die Arbeit machen und ihre tatsächliche Bedeutung herausfinden, indem wir die theoretischen Grundlagen festlegen und eine solide Sammlung empirischer Studien aufbauen. Ewige Diskussionen bringen die Idee auch nicht weiter.“